# August Max Einsele
August Max Einsele (* 9. Juni 1803 in München; † 10. Februar 1870 in Murnau) war ein bayerischer Arzt und Botaniker.

## Leben
Einsele war Sohn des Arztes Ignaz Johann Baptist Einsele, der wiederum Sohn des  fürstbischöflich-freisingischen Hofsteinmetzes Johann Nepomuk Einsele war. Seine Mutter und seinen Bruder hatte er schon früh verloren. Schon in seiner Schulzeit an verschiedenen Stellen in Oberbayern wurde seine Sprach- und Zeichenbegabung deutlich. Seine Beobachtungen hielt Einsele in zahlreichen Exkursionstagebüchern fest. Zeichnungen von ihm sind heute im Stadtarchiv in Landshut erhalten. Zur Berufsausbildung dachte er an Pharmazie, doch entschied er sich nach dem Vorbild des Vaters, Medizin zu studieren. Dazu ging er nach dem 1821 erfolgten Gymnasialabschluss am (heutigen) Wilhelmsgymnasium München an die Universität in Landshut und hörte hier Vorlesungen von Prof. Joseph August Schultes. 1825 wurde Einsele Doktor der Medizin und Chirurgie.
Schultes förderte auch die Neigungen Einseles zur Botanik; er ließ sich bei botanischen Demonstrationen immer wieder von ihm vertreten.
Einsele sammelte medizinische Praxis-Erfahrungen in Landshut und München, danach meldete er sich zum Staatsdienst und wurde 1831 Gerichtsarzt. Er praktizierte in Starnberg und Garmisch. Die Möglichkeit, als Botaniker nach Java zu reisen, um dort Pflanzen zu zeichnen, schlug er aus. Er wurde dann Chirurgieprofessor an der Baderschule in Landshut. Dabei hielt er auch Unterricht an der Landwirtschafts- und Gewerbeschule. 1842 übernahm Einsele die Leitung des Landshuter Krankenhauses. Als aber die Baderschule aufgelöst wurde, ließ er sich an die botanische Staatssammlung nach München versetzen.
In München konnte er die Vorlesungen von Joseph Gerhard Zuccarini und Carl Friedrich Philipp von Martius besuchen. Aber die Tätigkeit, die brasilianischen Herbarpflanzen zu bestimmen, befriedigte ihn nicht, selbst die Studentenexkursionen im Gelände gefielen ihm nicht. So wandte er sich wieder der Medizin zu.
Er wurde 1843 staatlicher Landarzt in Füssen und wechselte dann aber als Landgerichtsarzt nach Berchtesgaden, wo er bis 1851 lebte. Später kam er nach Tegernsee und blieb dort bis zu seiner Pensionierung 1860. Dort lernte er die Malerin Therese Weber kennen, die für ihn von seinen gesammelten Pflanzen ein Herbarium malte. Danach lebte er zuerst in Tölz und später bis zu seinem Tode in Murnau.
Die Stadt Murnau benannte ihm zu Ehren den Dr.-August-Einsele-Ring, seine Geburtsstadt München den Einseleweg.

## Werke
Publiziert hat Einsele nur ganz wenig. Aber er hatte zahlreiche Pflanzen aus der Umgebung von Landshut und aus den Alpen gesammelt. Teile davon befinden sich in den Botanischen Staatssammlungen in München. Er hinterließ auch ein Manuskript einer Landshuter Flora. Am bekanntesten ist er aber durch die Kleinblütige Akelei (Aquilegia einseleana) geworden, die er im Wimbachgrieß bei Berchtesgaden fand und als etwas Besonderes erkannte. Sie trägt seinen Namen.